# Il giardino di Giovanni
Il giardino di Giovanni è un album del cantautore italiano Sergio Endrigo, pubblicato dalla New Enigma nel 1988.

## Tracce

### Disco 1

#### Lato A
1. Il giardino di Giovanni
2. La tigre
3. Fiori
4. Correre

#### Lato B
1. Questo è amore
2. Ancora un giro
3. L'italia che non conta
4. Stazioni

### Disco 2

#### Lato A
1. Io che amo solo te
2. Teresa
3. Adesso sì
4. L'arca di Noè

#### Lato B
1. Canzone per te
2. Via Broletto 34
3. La prima compagnia
4. Era d'estate

## Formazione
- Sergio Endrigo – voce
- Guido Benigni – tastiera, programmazione, sintetizzatore, drum machine, flauto piccolo (disco 1, brano 6), chitarra, basso, sequencer
- Marco Caronna – chitarra a 12 corde, chitarra sintetica, mandolino
- Rocco De Rosa – tastiera, pianoforte (disco 1, brani 1,5,6,8), melodica (disco 1, brani 1,8)
- Euro Ferrari – tastiera, pianoforte
- Luciano Francisci – fisarmonica
- Alessandro Gwis – tastiera
- Mario Neri – pianoforte
- Ezio Zaccagnini – drum machine, batteria (disco 1, brani 3,4,6,8)
- Mauro Guidi – sax
- Francesco Marini – sax (disco 1, brano 2)
- Paolo Benigni – bombarda